# Liste des vins primeurs
Les vins primeurs, ou vins nouveaux, sont des vins tranquilles autorisés à la vente l'année même de leur production. Pour les vins français, cette autorisation doit être inscrite dans le cahier des charges de l'appellation validé par l'INAO. C'est le cas, en août 2018, pour 16 appellations de vins sous AOC et 68 appellations de vins sous IGP. Le vin primeur le plus exporté est le beaujolais nouveau, mis en vente chaque année le troisième jeudi de novembre, quelques semaines seulement après les vendanges.

## Liste des vins français primeurs
| Appellations                                                             | Certification | Vin blanc | Vin rosé (incluant Vin gris) | Vin rouge |
| ------------------------------------------------------------------------ | ------------- | --------- | ---------------------------- | --------- |
| agenais                                                                  | IGP           | Blanc     | Rosé                         | Rouge     |
| alpes-de-haute-provence                                                  | IGP           | Blanc     | Rosé                         | Rouge     |
| alpes-maritimes                                                          | IGP           | Blanc     | Rosé                         | Rouge     |
| alpilles                                                                 | IGP           | Blanc     | Rosé                         | Rouge     |
| anjou                                                                    | AOC           |           |                              | Rouge     |
| ardèche                                                                  | IGP           | Blanc     | Rosé                         | Rouge     |
| ariège                                                                   | IGP           | Blanc     | Rosé                         | Rouge     |
| atlantique                                                               | IGP           | Blanc     | Rosé                         | Rouge     |
| aude                                                                     | IGP           | Blanc     | Rosé                         | Rouge     |
| aveyron                                                                  | IGP           | Blanc     | Rosé                         | Rouge     |
| beaujolais                                                               | AOC           |           | Rosé                         | Rouge     |
| bourgogne-aligoté                                                        | AOC           | Blanc     |                              |           |
| cabernet-d'anjou                                                         | AOC           |           | Rosé                         |           |
| calvados                                                                 | IGP           | Blanc     | Rosé                         | Rouge     |
| cévennes                                                                 | IGP           | Blanc     | Rosé                         | Rouge     |
| charentais                                                               | IGP           | Blanc     | Rosé                         | Rouge     |
| cité-de-carcassonne                                                      | IGP           | Blanc     | Rosé                         | Rouge     |
| collines-rhodaniennes                                                    | IGP           | Blanc     | Rosé                         | Rouge     |
| comté-tolosan                                                            | IGP           | Blanc     | Rosé                         | Rouge     |
| coteaux-bourguignons ou bourgogne-grand-ordinaire ou bourgogne-ordinaire | AOC           | Blanc     |                              |           |
| coteaux-de-béziers                                                       | IGP           | Blanc     | Rosé                         | Rouge     |
| coteaux-de-coiffy                                                        | IGP           | Blanc     | Rosé                         | Rouge     |
| coteaux-de-glanes                                                        | IGP           | Blanc     | Rosé                         | Rouge     |
| coteaux-de-l'ain                                                         | IGP           | Blanc     | Rosé                         | Rouge     |
| coteaux-de-l'auxois                                                      | IGP           | Blanc     | Rosé                         | Rouge     |
| coteaux-de-narbonne                                                      | IGP           | Blanc     | Rosé                         | Rouge     |
| coteaux-d'ensérune                                                       | IGP           | Blanc     | Rosé                         | Rouge     |
| coteaux-de-peyriac                                                       | IGP           | Blanc     | Rosé                         | Rouge     |
| coteaux-des-baronnies                                                    | IGP           | Blanc     | Rosé                         | Rouge     |
| coteaux-de-tannay                                                        | IGP           | Blanc     | Rosé                         | Rouge     |
| coteaux-du-lyonnais                                                      | AOC           | Blanc     | Rosé                         | Rouge     |
| coteaux-du-pont-du-gard                                                  | IGP           | Blanc     | Rosé                         | Rouge     |
| côtes-catalanes                                                          | IGP           | Blanc     | Rosé                         | Rouge     |
| côtes-de-gascogne                                                        | IGP           | Blanc     | Rosé                         | Rouge     |
| côtes-de-meuse                                                           | IGP           | Blanc     | Rosé                         | Rouge     |
| côtes-de-thau                                                            | IGP           | Blanc     | Rosé                         | Rouge     |
| côtes-de-thongue                                                         | IGP           | Blanc     | Rosé                         | Rouge     |
| côtes-du-lot                                                             | IGP           | Blanc     | Rosé                         | Rouge     |
| côtes-du-rhône                                                           | AOC           |           | Rosé                         | Rouge     |
| côtes-du-roussillon                                                      | AOC           | Blanc     | Rosé                         | Rouge     |
| côtes-du-tarn                                                            | IGP           | Blanc     | Rosé                         | Rouge     |
| drôme                                                                    | IGP           | Blanc     | Rosé                         | Rouge     |
| franche-comté                                                            | IGP           | Blanc     | Rosé                         | Rouge     |
| gaillac                                                                  | AOC           | Blanc     |                              | Rouge     |
| gard                                                                     | IGP           | Blanc     | Rosé                         | Rouge     |
| gers                                                                     | IGP           | Blanc     | Rosé                         | Rouge     |
| haute-marne                                                              | IGP           | Blanc     | Rosé                         | Rouge     |
| hautes-alpes                                                             | IGP           | Blanc     | Rosé                         | Rouge     |
| haute-vallée-de-l'aude                                                   | IGP           | Blanc     | Rosé                         | Rouge     |
| haute-vallée-de-l'orb                                                    | IGP           | Blanc     | Rosé                         | Rouge     |
| haute-vienne                                                             | IGP           | Blanc     | Rosé                         | Rouge     |
| île-de-beauté                                                            | IGP           | Blanc     | Rosé                         | Rouge     |
| landes                                                                   | IGP           | Blanc     | Rosé                         | Rouge     |
| languedoc                                                                | AOC           |           | Rosé                         | Rouge     |
| le-pays-cathare                                                          | IGP           | Blanc     | Rosé                         | Rouge     |
| mâcon                                                                    | AOC           | Blanc     | Rosé                         |           |
| maures                                                                   | IGP           | Blanc     | Rosé                         | Rouge     |
| méditerranée                                                             | IGP           | Blanc     | Rosé                         | Rouge     |
| mont-caume                                                               | IGP           | Blanc     | Rosé                         | Rouge     |
| muscadet                                                                 | AOC           | Blanc     |                              |           |
| pays-de-brive                                                            | IGP           | Blanc     | Rosé                         | Rouge     |
| pays-des-bouches-du-rhône                                                | IGP           | Blanc     | Rosé                         | Rouge     |
| pays-d'hérault                                                           | IGP           | Blanc     | Rosé                         | Rouge     |
| pays-d'oc                                                                | IGP           | Blanc     | Rosé                         | Rouge     |
| périgord                                                                 | IGP           | Blanc     | Rosé                         | Rouge     |
| puy-de-dôme                                                              | IGP           | Blanc     | Rosé                         | Rouge     |
| rosé-d'anjou                                                             | AOC           |           | Rosé                         |           |
| sable-de-camargue                                                        | IGP           | Blanc     | Rosé                         | Rouge     |
| sainte-marie-la-blanche                                                  | IGP           | Blanc     | Rosé                         | Rouge     |
| saint-guilhem-le-désert                                                  | IGP           | Blanc     | Rosé                         | Rouge     |
| saône-et-loire                                                           | IGP           | Blanc     | Rosé                         | Rouge     |
| saumur                                                                   | AOC           |           | Rosé                         |           |
| terres-du-midi                                                           | IGP           | Blanc     | Rosé                         | Rouge     |
| thézac-perricard                                                         | IGP           |           |                              | Rouge     |
| touraine                                                                 | AOC           |           | Rosé                         | Rouge     |
| val-de-loire                                                             | IGP           | Blanc     | Rosé                         | Rouge     |
| vallée-du-paradis                                                        | IGP           | Blanc     | Rosé                         | Rouge     |
| vallée-du-torgan                                                         | IGP           | Blanc     | Rosé                         | Rouge     |
| var                                                                      | IGP           | Blanc     | Rosé                         | Rouge     |
| vaucluse                                                                 | IGP           | Blanc     | Rosé                         | Rouge     |
| ventoux                                                                  | AOC           | Blanc     | Rosé                         | Rouge     |
| vicomté-d'aumelas                                                        | IGP           | Blanc     | Rosé                         | Rouge     |
| vin-des-allobroges                                                       | IGP           | Blanc     | Rosé                         | Rouge     |
| yonne                                                                    | IGP           | Blanc     | Rosé                         | Rouge     |

## Galerie

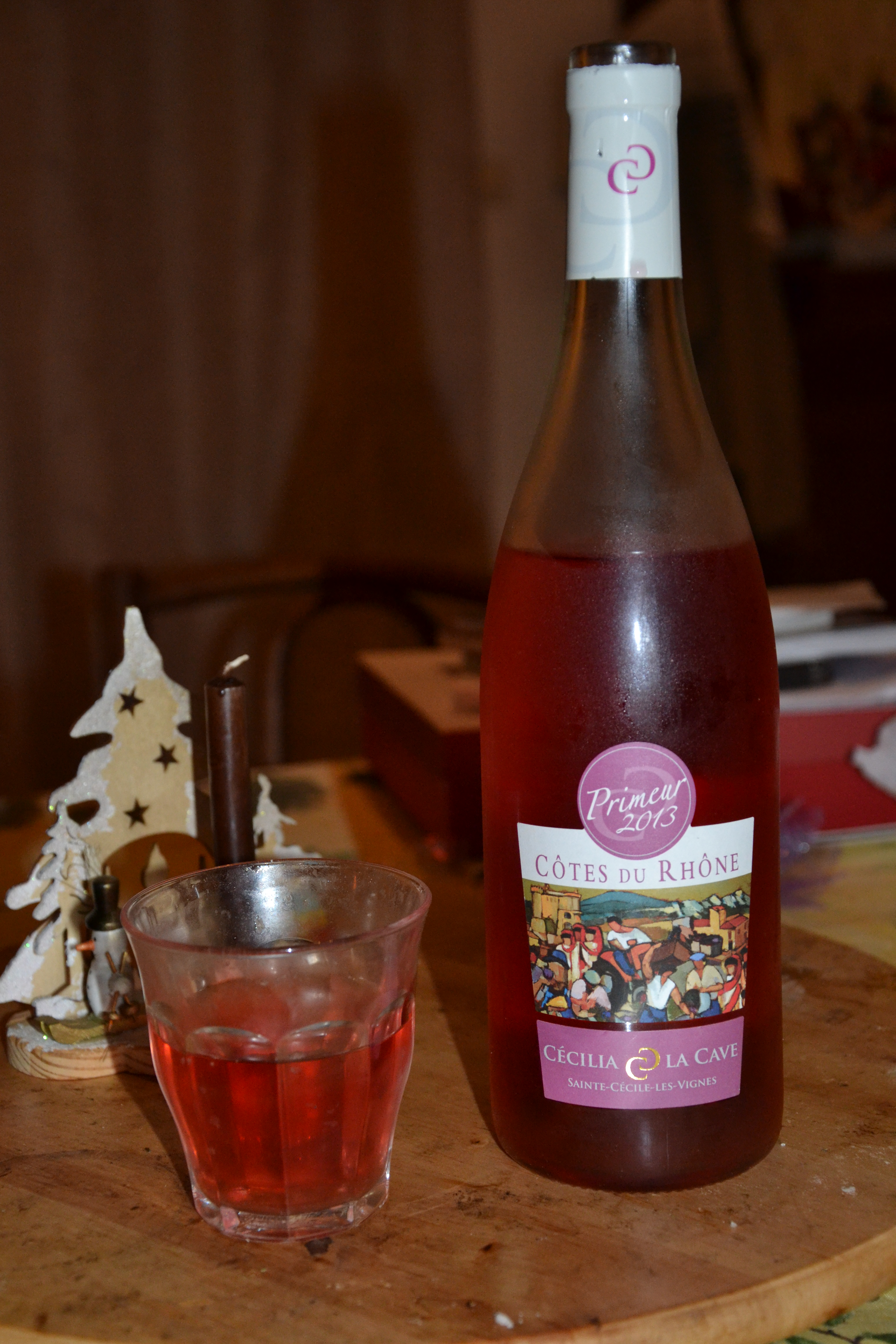
côtes-du-rhône primeur rosé